# San Pietro al Monte

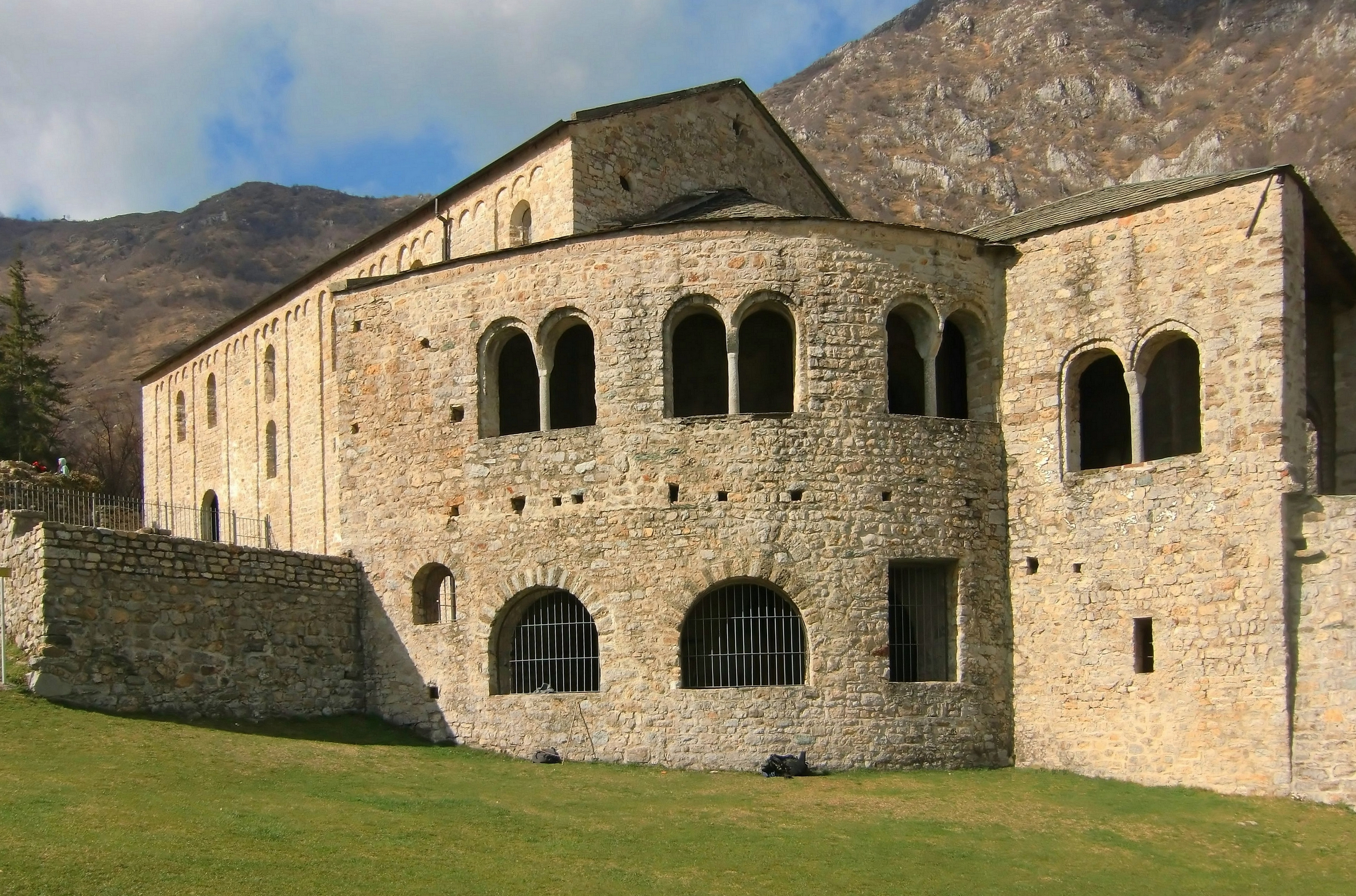
San Pietro al Monte, Kirche

San Pietro al Monte ist ein im romanischen Stil erbautes Kloster, das abgelegen im Valle dell’Oro (Goldtal) oberhalb des italienischen Dorfes Civate in der Provinz Lecco liegt.
Der Klosterkomplex der ehemaligen Benediktinerabtei besteht aus drei Gebäuden: der dem Apostel Petrus geweihten Basilika, dem St. Benedikt geweihten Oratorium und Ruinen der Wohnstätten. Das in zwei Steinportale eingravierte Motto ora et labora zeugt von den Benediktinermönchen. Die eindrucksvollen Fresken in der Basilika San Pietro, deren Thema die Wiederkunft Christi in Herrlichkeit und der Triumph der Gerechten nach der Offenbarung des Johannes ist, gehören zu den bedeutendsten Beispielen romanischer Malerei in der Lombardei.

## Lage

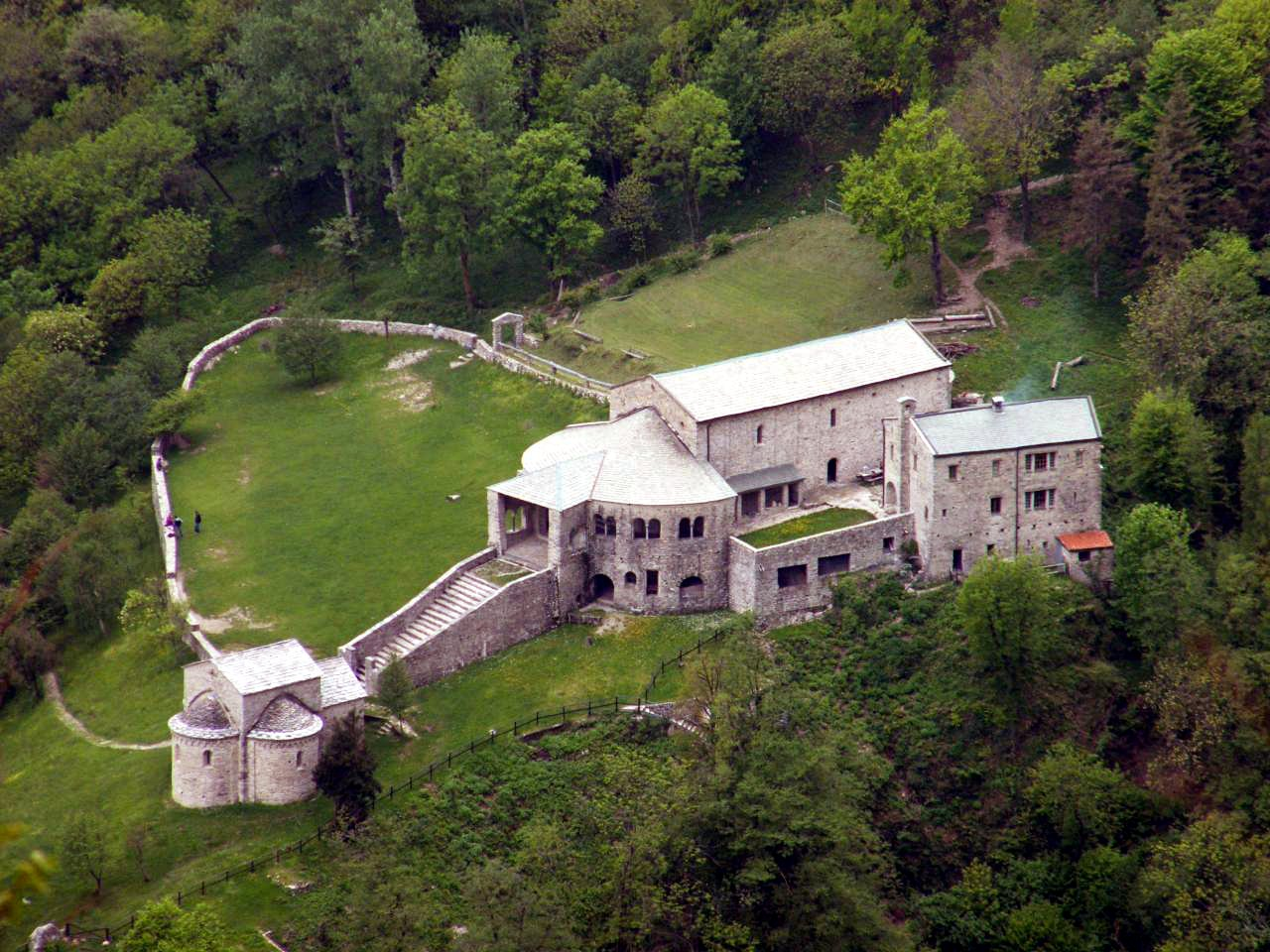
San Pietro al Monte, Gesamtanlage

Das Kloster liegt auf einer Höhe von 630 Metern auf einem grasbewachsenen Plateau eines Ausläufers des Monte Cornizzolo. Es kann vom Dorf Civate aus nur zu Fuß in einer etwa einstündigen Wanderung durch einen dichten Wald erreicht werden.

## Geschichte
Die Legende von San Pietro al Monte besagt, dass der letzte Langobardenkönig Desiderius das Kloster 772 als Dank für die wunderbare Heilung des Auges seines Sohnes Adelchis durch eine noch heute in der Nähe der Kirche sprudelnde Heilwasserquelle gegründet habe. Die spätantiken und frühmittelalterlichen Überreste des Turms, der Kapellen, der Säulen und der Wände stammen aus der Zeit zwischen dem 5. und 8. Jahrhundert.
Die erste urkundliche Erwähnung stammt aus dem 9. Jahrhundert und beschreibt, dass Abt Leutgario mit dreißig Benediktinermönchen des Klosters Pfäfers aus der Schweiz dort gelebt habe. Der Mailänder Bischof Arnolfo III. wollte 1097 in San Pietro al Monte begraben werden, nachdem er die letzten Lebensjahre dort verbracht und vermutlich die baulichen Änderungen des 11. Jahrhunderts veranlasst hatte.

## Die Kirche San Pietro

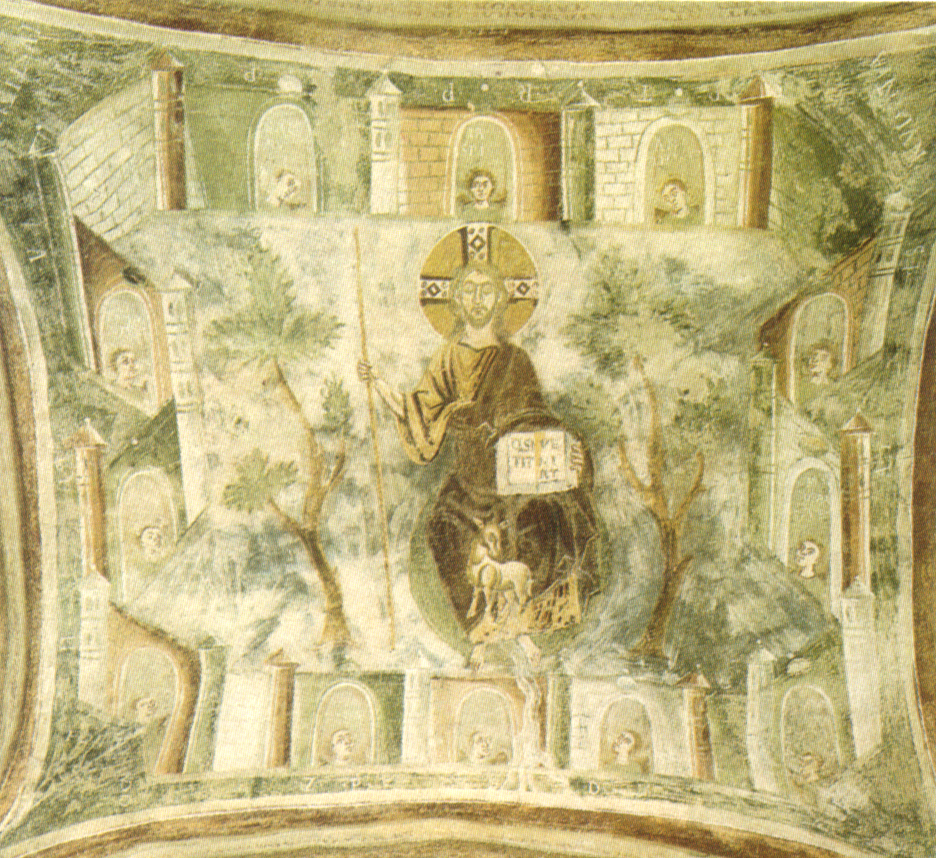
Das himmlische Jerusalem, Fresko in der Kirche von San Pietro al Monte

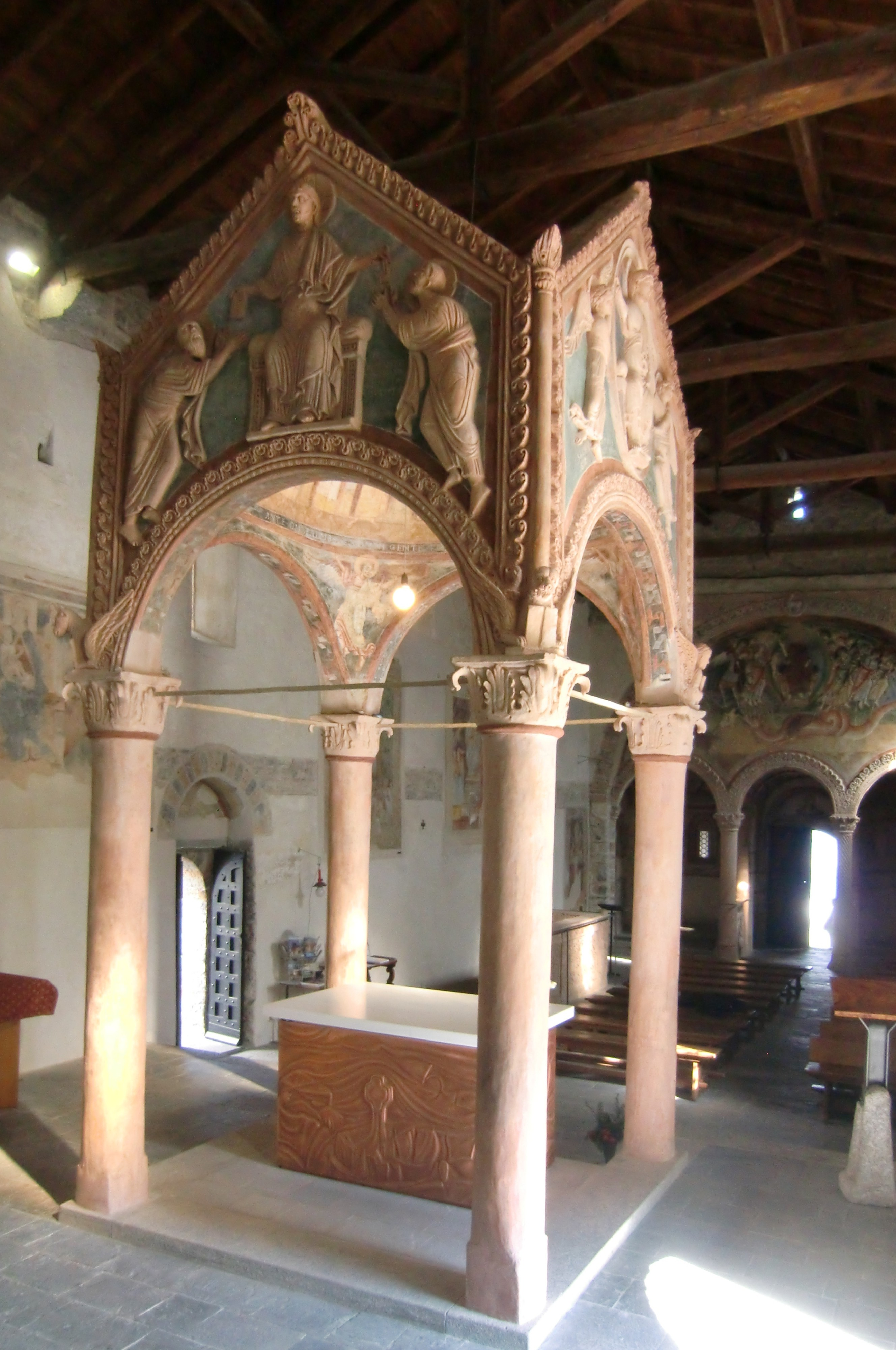
Das Ziborium

Der Grundriss der Kirche ist ungewöhnlich, weil im 11. Jahrhundert mit dem Bau einer neuen Apsis der Eingang von Westen nach Osten verlegt wurde. Das Gebäude verfügt nun über zwei Apsiden an den Enden des Langhauses: in der westlichen steht das Ziborium mit Altar, die östliche bildet eine Veranda mit zwei Kapellen zu beiden Seiten des Eingangs.
Der Zugang erfolgt über eine Treppe in einen großen halbkreisförmigen, durch Bogenfenster beleuchteten Vorraum auf der Ebene der Kirche, oberhalb eines eine Etage tiefer, auf Höhe der Krypta, gelegenen Vorraums, in dem Pilger übernachten konnten. Der Eingang ist mit Fresken geschmückt: Im zentralen Gewölbe ist das himmlische Jerusalem dargestellt. Eine der beiden Kapellen ist mit Heiligen bemalt, die andere mit Engeln.
Am westlichen Ende des Kirchenschiffs steht das mit Stuck verzierte Ziborium, in dem der gekreuzigte Christus zwischen Maria und Johannes dargestellt ist und das über den Kapitellen die Evangelistensymbole zeigt, während die Kuppel mit Heiligenfiguren bemalt ist.
Das östliche Fresko über der Tür zeigt eine Vision der Johannesoffenbarung mit einer kunstvollen Komposition der Majestas Domini, umgeben von St. Michael und einem Engel, die einen den Teufel symbolisierende Drachen durchbohren. Die Anwesenheit von anderen Figuren, mit seligen und verdammten Seelen, macht es schwierig, das Fresko zu interpretieren.
Die mit Stuck verzierte Krypta ist über eine Treppe an der Südwand zugänglich und wird von Steinsäulen mit stuckverzierten Kapitellen getragen. Sie enthält ein Bild der Entschlafung der Gottesmutter und Fresken der klugen Jungfrauen.

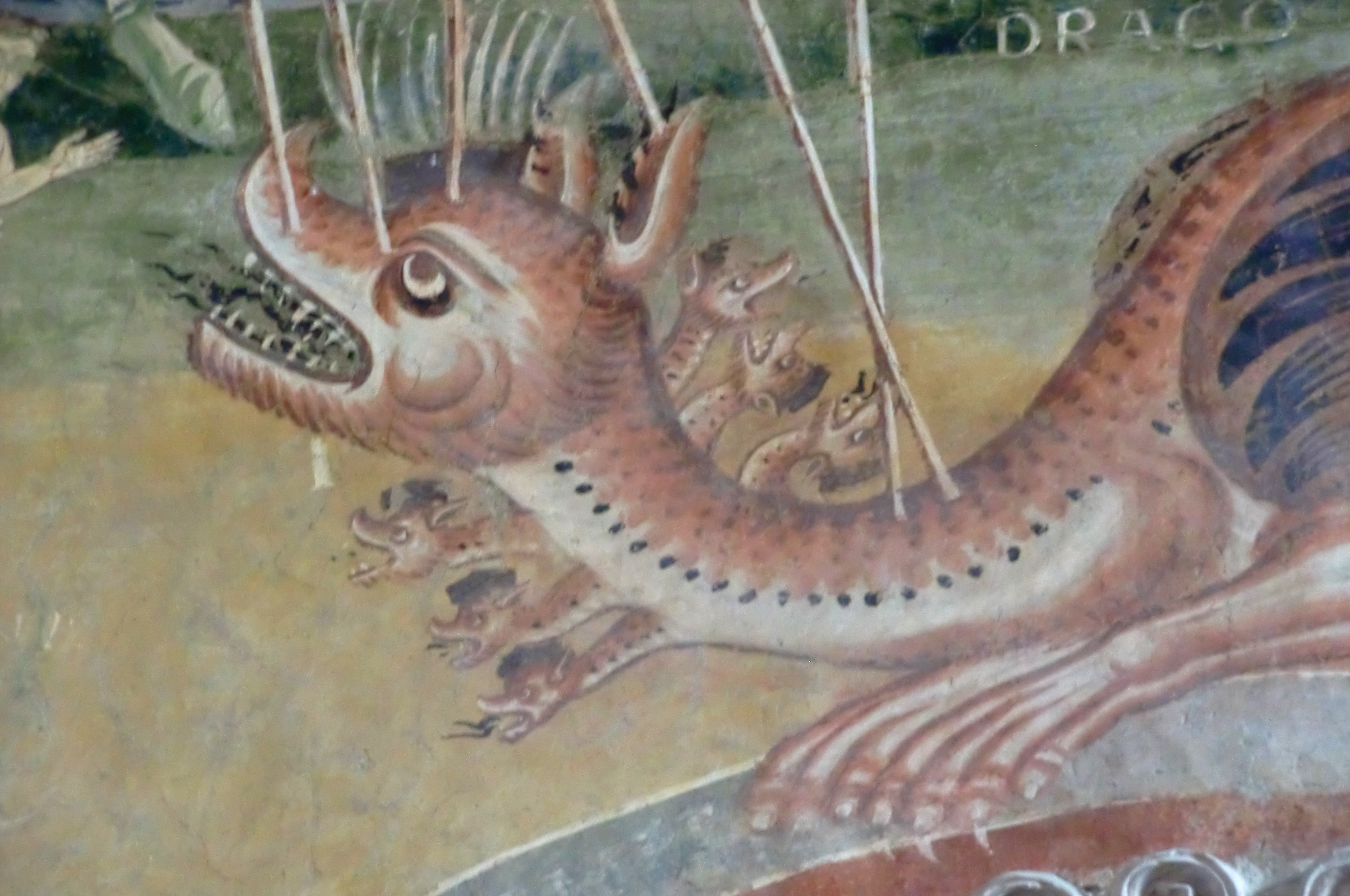
Detail der Szene der Apokalypse: der Drache mit sieben Köpfen
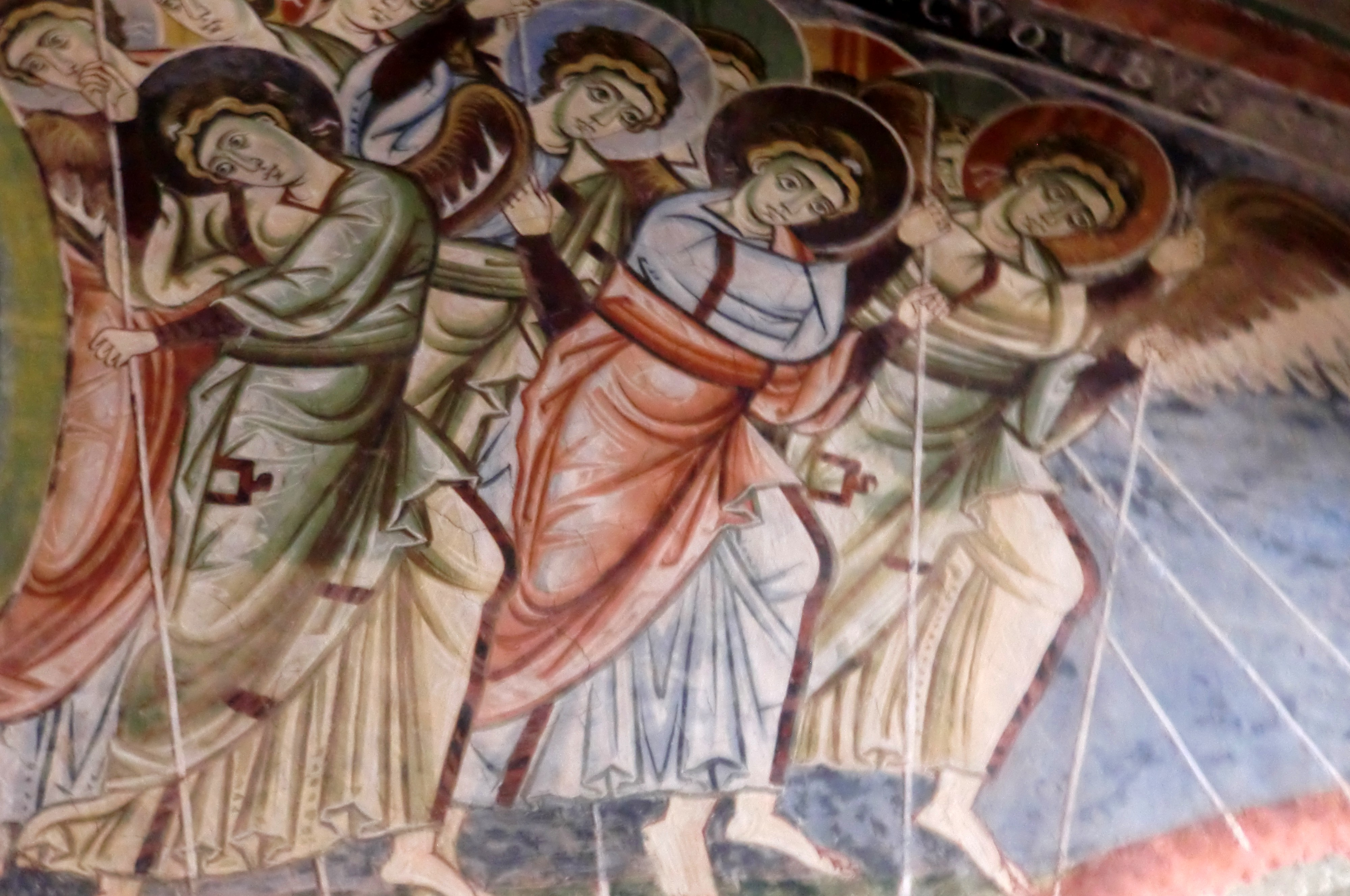
Detail der Szene der Apokalypse: Engel, die den Drachen töten
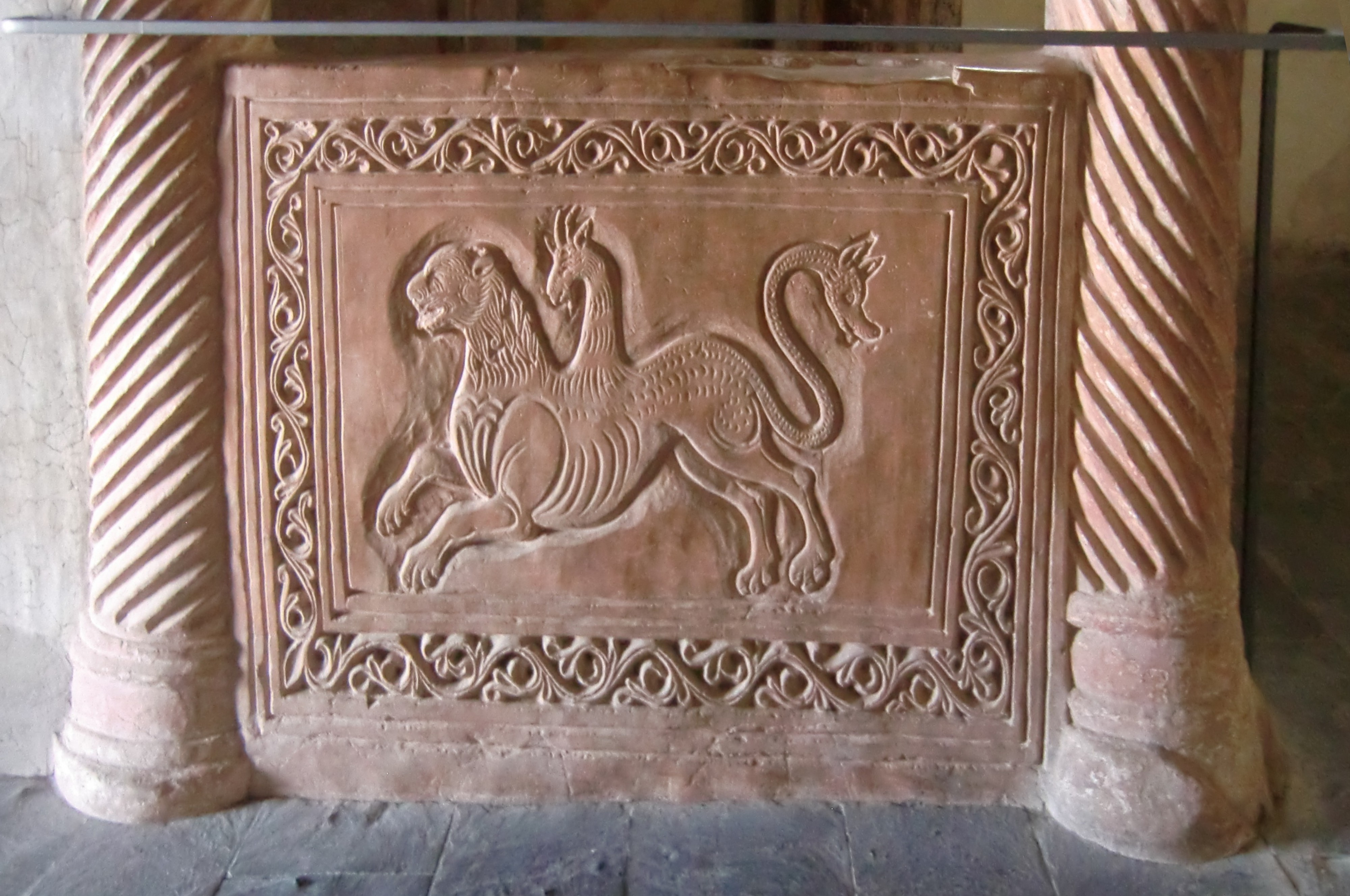
Relief mit der Darstellung einer Chimäre
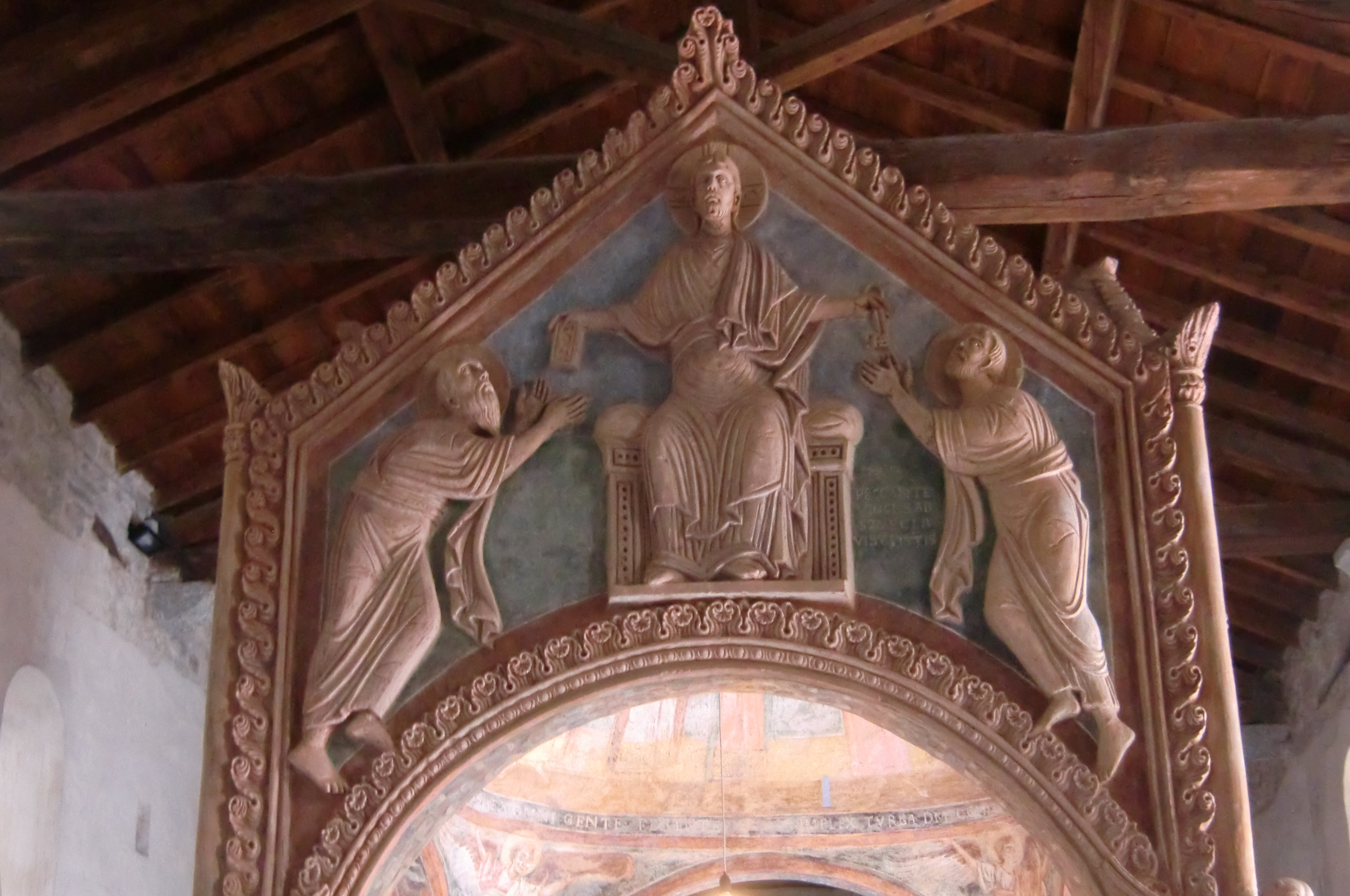
Front des Ziboriums
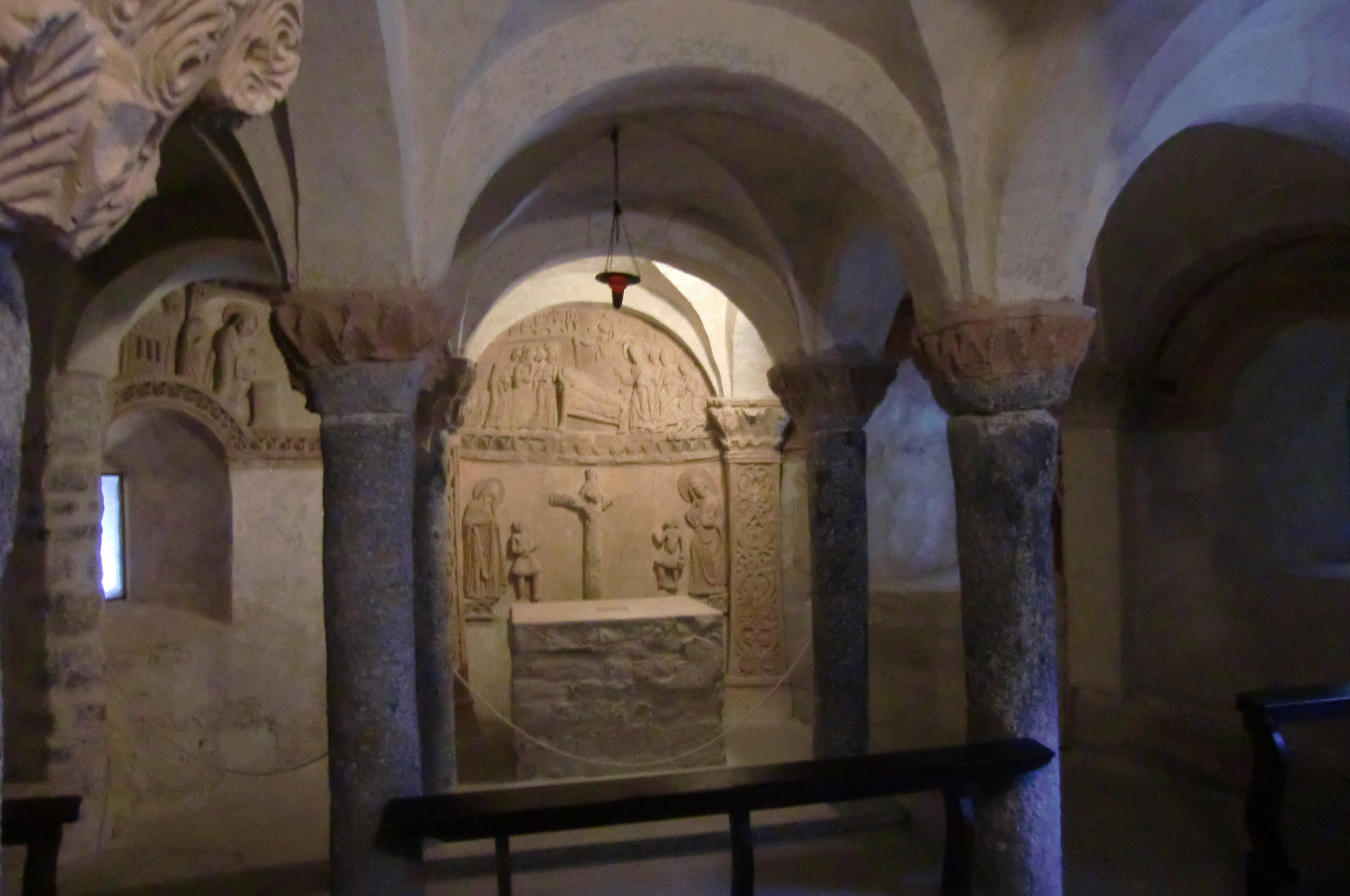
Krypta
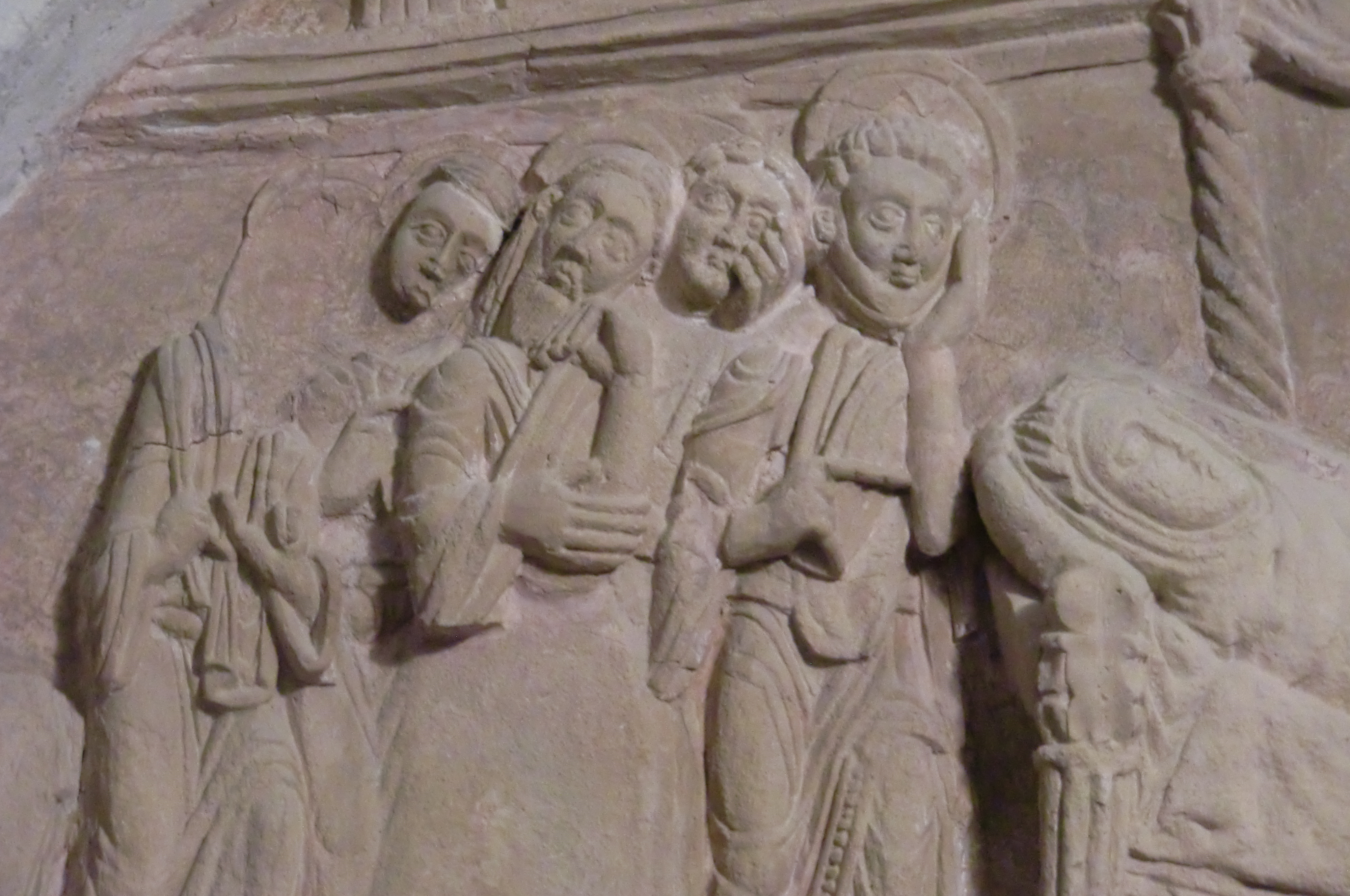
Detail der Entschlafung der Gottesmutter

## Beschreibung der künstlerischen Ausstattung
In der Basilika San Pietro al Monte ist die umfangreiche und komplexe romanische Dekoration noch erhalten. Die Stuckaturen und Fresken folgen derselben sich an der kirchlichen Lehre orientierenden ausgefeilten Symbolik, so dass ein theologisch sehr geschulter Kopf hinter den Entwürfen vermutet wird.

Wenn man die Kirche von der Treppe aus betritt, steht man in einem Vorraum, der die südliche Apsis umfasst und auf diese Weise quasi einen äußeren Umgang bildet. Über dem Durchgang zum Kirchenraum ist ein Fresko angebracht, das die Traditio Legis et Clavis zeigt (Übergabe des Gesetzes und des Schlüssels an Petrus und Paulus) zeigt und damit die Begründung der Kirche und der Autorität des Papstes.

Im Inneren ist dem Kirchenschiff eine Art Narthex vorangestellt, der durch vier bogenüberwölbte Säulen in drei Bereiche geteilt wird.
Im Türbogenfeld innerhalb des Eingangsbereiches ist eine Szene abgebildet, die zeigt, wie Abraham sein Volk umarmt (Abrahams Schoß).
An den Wänden des Eingangskorridors sind Szenen dargestellt, die die heiligen Päpste Marcellus I. und Gregor den Großen zeigen, wie sie Gruppen von Gläubigen in Empfang nehmen. Unter den beiden Szenen befinden sich Faszien mit Darstellungen eines christlichen Symbols, des Fisches.

Auf dem im darüberliegenden Bogen angebrachten Fresko ist das himmlische Jerusalem mit den entsprechenden ikonografischen Elementen zu sehen: In der Mitte sitzt Christus auf einer Weltkugel, mit dem Lamm zu seinen Füßen. Unter diesem entspringt ein Fluss, der sich sofort in vier Wasserläufe teilt, während sich auf der Innenseite der umlaufenden Stadtmauer zwölf Pforten öffnen, aus denen die Köpfe von Engeln hervorschauen.
Die Szene setzt sich im folgenden Kreuzgewölbe fort, in dessen Feldern sich eine allegorische Darstellung der vier Flüsse des irdischen Paradieses befindet. In den unteren Abschnitten sind die Säulenpaare durch zwei Mauern miteinander verbunden, die einen aus Stuck gearbeiteten Greif und eine Chimäre zeigen, beides Symbole des Bösen, abgebildet in dem Moment, in dem sie aus der Kirche fliehen.

In den zwei kleinen Apsiden, die sich auf den beiden Seiten des Eingangskorridors befinden, ist jeweils die Hierarchie der Engel (in der südlichen Apsis) und das Volk der Erwählten zu sehen (nördliche Apsis).
Über den drei Arkaden des inneren Narthex, die durch dekorative Stuckarbeiten verziert sind, ist ein großes Fresko angebracht, das den Sinn des ganzen Zyklus zusammenfasst: Die dargestellte Szene gibt sehr genau den Beginn des zwölften Kapitels der Johannesoffenbarung wieder.
Zur Linken sieht man „eine Frau, mit der Sonne bekleidet; der Mond war unter ihren Füßen“. Sie hat gerade einen Sohn geboren, der sofort zum Zentrum der Szene, zum Thron Gottes gebracht wird, damit er nicht von dem riesigen Drachen verschlungen wird, der sich im ganzen unteren Bereich des Freskos ausbreitet. Die Bedrohung wird durch den Erzengel Michael und seine Helfer abgewendet, die den Drachen mit ihren Lanzen durchbohren und ihn so auf die Erde hinabwerfen. 

Der Altar, der sich vor der südlichen Apsis befindet, wird von einem Ziborium überfangen, dessen architektonische Struktur stark an die der Basilika St. Ambrosius in Mailand erinnert. Das Ziborium besteht aus vier Säulen mit Kapitellen, die in Stuck gearbeitete Hochreliefs mit den Symbolen der vier Evangelisten tragen.
In den vier übergiebelten Feldern, die die Säulen verbinden, befinden sich Stuckreliefs der Kreuzigung, des Besuchs Marias am Grab Jesu, Christi Himmelfahrt und der Übergabe der Gesetzesrollen und Schlüssel. Alle Szenen sind mit weiteren dekorativen Elementen versehen. Das Kuppelinnere des Ziboriums wird durch ein Fresko ausgefüllt, das wiederum das Lamm Gottes ins Zentrum rückt. Dieses ist von zehn Männern und acht Frauen umgeben – alle mit einem Nimbus versehen – die möglicherweise mit der Apokalypse in Zusammenhang stehen, über ihre Interpretation ist sich die Forschung jedoch uneins.

Auch am Geländer der Treppe, die zur Krypta führt, sind drei Stuckreliefs angebracht, die innerhalb eines Geflechts von Weinranken einen Greif und einen Löwen zeigen, dann zwei Löwen, sowie zwei Löwen, die sich in Fische verwandeln. Diese Abbildungen sind wohl als Hinweis auf den Heilsweg des Menschen zu lesen. 

Die Ausschmückung in der Krypta soll v. a. die Mutter Gottes ehren.
Die Krypta ist durch zwei Säulenreihen in drei Schiffe aufgeteilt. Am Ende des mittleren Schiffes befindet sich ein bescheidener gemauerter Altar, an dessen Seiten in Stuck gefertigte Szenen aus dem Marienleben angebracht sind: Die Präsentation Jesu im Tempel, die – gerade renovierte – Kreuzigung sowie das Sterben Marias. 

Unter den in der Krypta noch erhaltenen Darstellungen ist die der heiligen Agnes bemerkenswert, die eine Fackel trägt, an der ein Behälter für Öl befestigt ist. Möglicherweise handelt es sich hier um einen Hinweis auf das Gleichnis von den klugen und törichten Jungfrauen. 

Die innere Ausgestaltung der Kirche wird zeitlich im Allgemeinen in den letzten des 11. Jahrhunderts sowie den ersten Jahrzehnten des 12. Jahrhunderts angesetzt. In der Forschung besteht keine Einigkeit über die Anzahl oder die Herkunft der ausführenden Künstler. 

Es lassen sich erhebliche stilistische Unterschiede zwischen dem Schöpfer des Himmlischen Jerusalem mit seinen Einflüssen nordeuropäischer, ottonischer Kunst erkennen und dem Meister der Apokalypse, in dessen Werk byzantinische Einflüsse der zweiten Hälfte des 11. Jahrhunderts sichtbar sind.

## Das Oratorium San Benedetto

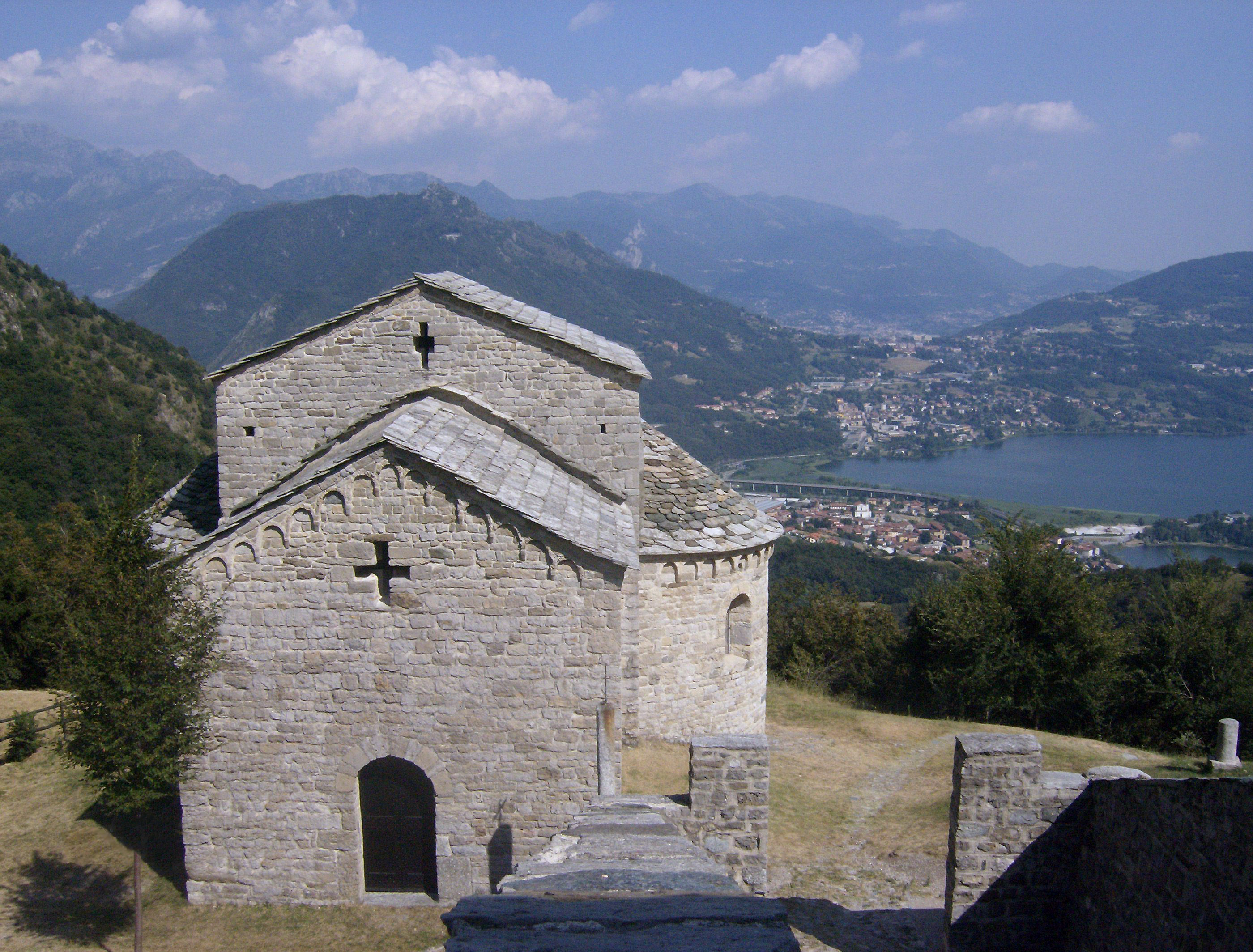
Das Oratorium San Benedetto

Das kleine Gebäude mit einem quadratischen Grundriss und drei Apsiden enthält drei Fresken über dem ursprünglichen Altar. Es wurde vermutlich nicht ausschließlich zur Taufe genutzt, sondern auch für Beerdigungen und Gebete. Die Fresken am Altar zeigen St. Benedikt, der ein Buch mit den Worten ego sum benedictus aba(s) hält, St. Andreas mit den Worten ego sum lux mundi und Johannes den Täufer.
Da das Oratorium nicht immer geöffnet ist, kann es unter der Woche nur nach Absprache besucht werden oder an Feiertagen, wenn die Freunde von St. Peter anwesend sind.